# Terje Kojedal
Terje Kojedal, né le 16 août 1957, est un footballeur norvégien. Il évoluait au poste de défenseur central.

## Biographie
Il joue en équipe de Norvège dans les années 1980 (66 sélections et 1 but entre 1981 et 1989). Il participe aux Jeux olympiques d'été de 1984 avec la Norvège.
Kojedal ne connaît qu'un seul club en Norvège, le Ham-Kam Hammar, avant de poursuivre sa carrière en France, à Mulhouse et à Valenciennes.